# Mirko Novak
Mirko (Friderik) Novak – Fric (Jože), slovenski partizan, komunist in politični komisar, *7. marec 1918, Zadar, Kraljevina Italija † jesen 1943, pod Stolom (ustreljen).
Maturiral je 1938 na I. državni realni gimnaziji v Ljubljani, istega leta se je vpisal na Univerzo kralja Aleksandra I. v Ljubljani, Filozofsko fakulteto, geografski oddelek. 
Bratje Leo, Ante in Fric so bili pred vojno preganjani kot komunisti in zapleteni v več procesov. Fric je sodeloval pri organizaciji študentskih protestov, njegov brat Ante Novak je množico študentov nagovoril z balkona Univerze na Kongresnem trgu. Septembra 1939 je pristopil k Slovenskemu klubu Univerze v Ljubljani. Tik pred vojno je bil tudi njegov predsednik in komisar Slovenskega kluba v Partijski organizaciji.
Ob napadu na Jugoslavijo, 6. aprila 1941, je organiziral zbiranje prostovoljcev za obrambo domovine. S prostovoljci so se z umikajočo jugoslovansko vojsko peljali preko Novega mesta v Zagreb, kjer so jih zajele oblasti NDH. Kasneje se je prebil nazaj v Ljubljano, kjer je sodeloval pri organizaciji ilegalne dokumentne tehnike CKKPS in septembra 1941, po odhodu brata Anteja v partizane, tudi prevzel njegovo vodenje, sam je odšel v partizane januarja 1942.
Bil je  politični komisar 1. bataljona »Ljubo Šercer«, 4. bataljona, 1. Notranjskega odreda oz. Krimskega odreda. Deloval je na področju južno od Ljubljane od Škofljice do Logatca, od Horjula do Sv. Vida, Kožljeka, Bezuljaka in Begunj. Med italijansko ofenzivo  1942 je bil po kazni razrešen s položaja politkomisarja in preko Dolomitov premeščen na Gorenjsko.
1943 je bil politkomisar 3. »Tončkove« čete, 1. »Gregorčičevega« (prej Cankarjev) bataljona, Gorenjskega odreda. Deloval je na področju od Krope, Dražgoš, Železnikov, na Jelovici, Pokljuki do Bohinjskega kota. Padel ali ustreljen je bil jeseni 1943 kot politkomisar čete pod  Stolom.
Njegov nečak je književnik Boris A. Novak.

## Poboji civilistov

### Krimska jama
3. četa 1. bataljona Ljube Šercerja Notranjskega odreda - pod vodstvom Mirka Novaka Frica je med majem in avgustom 1942 pobila več lokalnih prebivalcev iz Notranjske - večinoma kmete in delavce, in trupla odvrgla v brezno Krimske jame med Begunjami pri Cerknici in Rakitno. Do konca leta 2016 so v breznu med izkopavanji našli ostanke 31 trupel - med njimi dve trupli otrok in dva najstnika ter truplo 32 tednov starega zarodka, žrtve so bile v brezno večinoma pometane gole. Po besedah Dr. Veluščka je šlo predvsem za maščevanje nad prebivalstvom, ki se ni strinjalo s komunistično revolucijo.

### drugi domnevni medvojni poboji
Kljub uničenju večine dokumentov naj bi bili odkriti ukazi, dopisi in depeše, kjer Novak ukazuje ali napoveduje tudi druge poboje. Tako naj bi 5. junija 1942 napovedal streljanje talcev pri Svetem Vid pri Cerknici, v kolikor se ne bi javilo osem domnevnih belogardistov., 5. julija 1942 naj bi po ustnem povelju Mirka Bračiča ukazal streljanje 12 internirancev rešenih iz ujetniškega vlaka., 3. februarja 1943 pa naj bi ukazal likvidacijo vseh novo mobiliziranih partizanov, ki niso seznanjeni s komunizmom . Domneven ukaz, datiran 3. februarja 1943, vsebuje nedoslednosti: bataljon, ki je v zapisu naveden kot Novakov, je prenehal obstajati leta 1942, v zapisu naj bi Novak preko bataljona ukazoval odredu, čeprav je odred v hierarhiji višje, 3. grupa, omenjena v zapisu, je bila razpuščena leta 1942, Novak pa je bil prav tako leta 1942 razrešen s položaja politkomisarja in premeščen na Gorenjsko  ter tako takrat ni mogel biti na položaju, ki ga navaja zapis; zato se pojavlja dvom v avtentičnost. Pri domnevnih pisnih Novakovih ukazih naj bi šlo za ponaredke, ki so bili leta 1943 objavljeni v časopisu Slovenec, ki je bil med vojno pod kontrolo italijanskega okupatorja.